# Dufferin-Simcoe
Pour les articles homonymes, voir Dufferin et Simcoe (homonymie).
Dufferin—Simcoe fut une circonscription électorale fédérale de l'Ontario, représentée de 1925 à 1968.
La circonscription de Dufferin—Simcoe a été créée en 1924 avec des parties de Dufferin et de Simcoe-Sud. Abolie en 1966, elle fut redistribuée parmi Peel-Dufferin, Simcoe-Nord, Wellington—Grey et York-Simcoe.

## Géographie
En 1924, la circonscription de Dufferin—Simcoe comprenait : 
- Le comté de Dufferin
- Une partie du comté de Simcoe

En 1947, elle comprenait : 
- Une partie du comté de Simcoe, excluant la ville de Barrie
- Le comté de Dufferin, incluant la ville d'Orangeville

## Députés
1. 1925-1963 — William Earl Rowe, PC
2. 1963-1968 — Ellwood John Madill, PC

- PC = Parti progressiste-conservateur